# Metropolis (Illinois)
Metropolis é uma cidade localizada no estado americano de Illinois, no Condado de Massac.

## Demografia
Segundo o censo americano de 2000, a sua população era de 6482 habitantes.
Em 2006, foi estimada uma população de 6415, um decréscimo de 67 (-1.0%).

## Geografia
De acordo com o United States Census Bureau tem uma área de
13,2 km², dos quais 13,0 km² cobertos por terra e 0,2 km² cobertos por água. Metropolis localiza-se a aproximadamente 103 m acima do nível do mar.

## Localidades na vizinhança
O diagrama seguinte representa as localidades num raio de 16 km ao redor de Metropolis.